# Dag Lamberth
Dag Ebbe Olaf Lamberth, född 13 maj 1923 i Mjölby, död 2 november 2014 i Sankt Petri församling i Malmö, var en svensk lärare, lärarutbildare, pianist, kompositör, kapellmästare och musikrecensent.

## Biografi
Lamberth tog studenten i Motala 1943 och avlade folkskollärarexamen i Stockholm 1949. Han studerade musikvetenskap och språk vid Uppsala universitet och blev fil. kand. 1957 med ryska och tyska som huvudämnen. Han studerade också piano och komposition vid Kungliga Musikhögskolan.
Lamberth växte upp i en musikfamilj. Fadern var organist, modern sångerska och hans syster Daga Lamberth sångerska och brodern Arne Lamberth trumpetare.
På 1940-talet var Lamberth pianist i Allan Sundbergs konsertkvintett, i Nils Weingards radioorkester, i Olle Jacobssons dixielandband och i folkparkernas elitorkester 1949. På 50-talet var Dag Lamberth vid sidan av sin lärartjänst kapellmästare i Stockholm, på Grand Hotell Saltsjöbaden och på Falsterbohus i Skåne, inspelningschef vid grammofonbolaget Husbondens röst, pianopedagog i Nacka kommunala musikskola samt kördirigent i Nacka Hembygdskör och Nacka Damkör.
Han var lärare i tyska och ryska vid Adolf Fredriks musikgymnasium, men flyttade 1970 till Malmö där han ägnade sig åt lärarfortbildning som konsulent vid Länsskolnämnden.
Dag Lamberth komponerade både seriös musik och underhållningsmusik. Han var också textförfattare. 
Han var också musikrecensent i tidningarna Arbetet och Skånska Dagbladet och även varit programpresentatör med Malmös och Helsingborgs symfoniorkestrar.
Han är begraven på Limhamns kyrkogård.

## Utmärkelser
- 1964 SKAP-stipendiet
- 1968 Arbetsstipendium från Konstnärsnämnden
- 1970 och 1976 KLYS-stipendium